# 贝贝龙
贝贝龙，本名屠立毅，男，浙江宁波人，中国漫画家。作品曾在《漫画PARTY》、《幽默大师》等杂志发表。

## 作品列表
- 《西游大学堂》
- 《魔法猪世纪》
- 《网生代》
- 《莫林的眼镜》
- 《东北人都是活雷锋》
- 《猫杀手的爱情故事》[2]